# Sauron (animal)
Sauron es un género de arañas araneomorfas de la familia Linyphiidae. Se encuentra en la zona paleártica.

## Lista de especies
Según The World Spider Catalog 12.0:
- Sauron fissocornis Eskov, 1995
- Sauron rayi (Simon, 1881)